# Яички
Яи́чки (семенники́, или тести́кулы; лат. testis, testiculus — «свидетель мужественности») — мужские гонады, в которых образуются мужские половые клетки — сперматозоиды. Яичком принято называть парную мужскую половую железу у млекопитающих, в частности у человека, которая также выделяет стероидные гормоны, в основном тестостерон.
У кишечнополостных — скопления половых клеток, производимое ими семя выводится либо в кишечную систему и ротовое отверстие (сцифоидные, коралловые полипы, гребневики), либо непосредственно наружу в результате разрыва стенки тела (гидроидные). У ленточных червей до тысячи семенников в каждом членике, каждый из них обладает собственным протоком. У кольчатых червей во многих сегментах располагаются парные семенники, семя по особым каналам выводится в цело́м. У моллюсков в основном непарные семенники, при этом у двустворчатых — парные железы. Парными семенниками также обладают членистоногие и позвоночные.

## Семенники млекопитающих
Семенники большинства млекопитающих — парные яички, расположенные у половозрелых самцов в мошонке вне брюшной полости, в них происходит сперматогенез и вырабатываются половые гормоны. Два основных продуктивных типа клеток семенников млекопитающих — клетки Лейдига и клетки Сертоли. Совокупность клеток Лейдига также называется пубертатной железой, в них производится тестостерон, вырабатывается некоторое количество женских половых гормонов эстрогенов и прогестинов, а также некоторые другие андрогены, в том числе андростендион и дегидроэпиандростерон. В клетках Сертоли осуществляется секреция ингибина (фолликулостанина), который подавляет сперматогенез, а в эмбриональном развитии обеспечивает регрессию мюллеровых каналов. Образование спермиев происходит в извитых канальцах семенников. Стенка извитого канальца состоит из двух категорий клеток: спермиогенных и питающих. Спермиогенные клетки имеют округлую форму и расположены в несколько рядов. Питающие клетки имеют ядра треугольной формы, а их цитоплазма вытянута и в виде языка пламени простирается до просвета извитого семенного канальца.

## Семенники человека

### Форма и положение

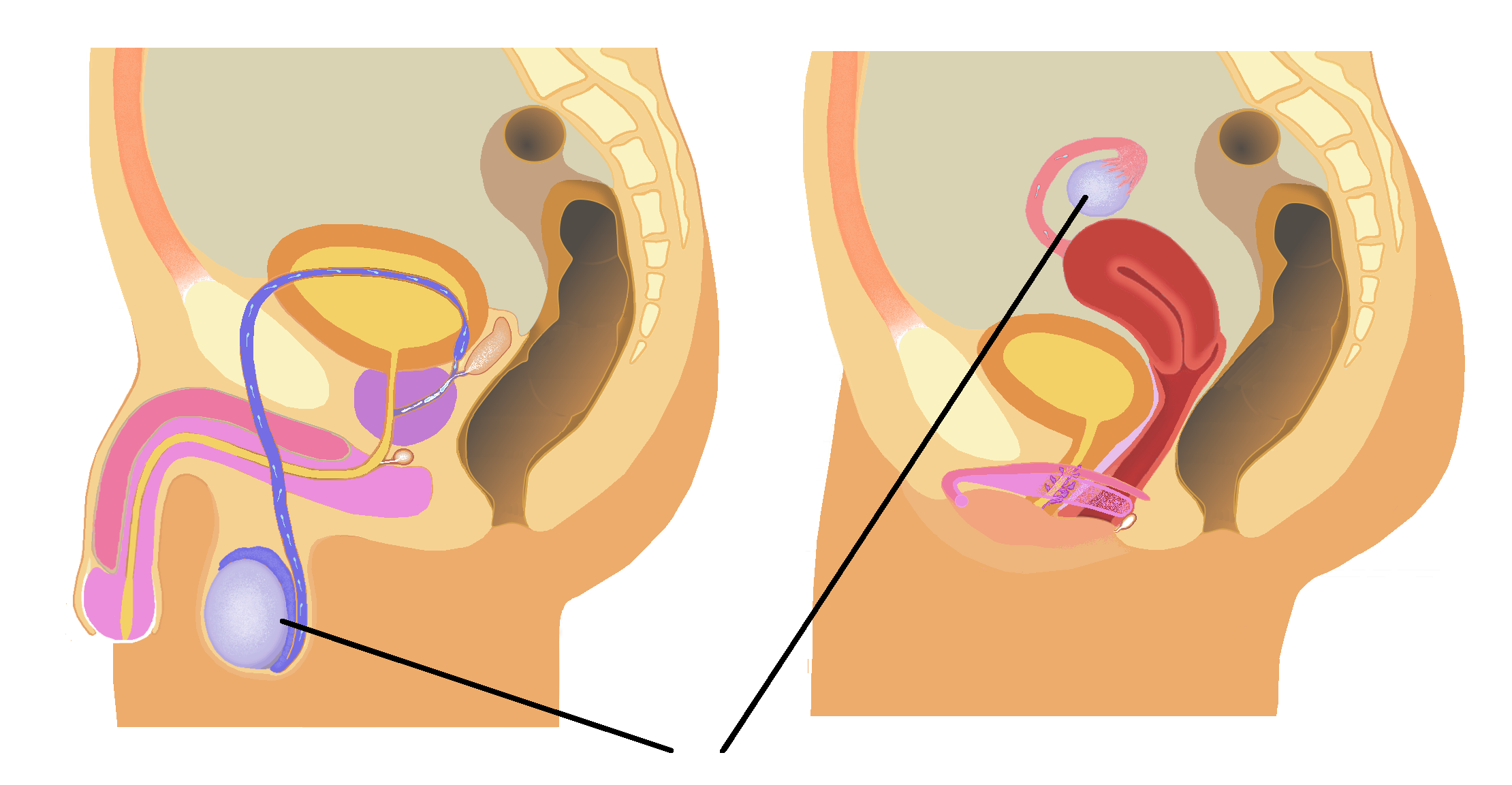
Мужские половые железы (яички, слева) и женские (яичники, справа)

Схема яичка человека:
A. кровеносные сосуды;
B. головка придатка;
C. выносящие протоки;
D. семенные канальцы;
E. париетальная пластинка влагалищной оболочки;
F. висцеральная пластинка влагалищной оболочки;
G. полость влагалищной оболочки;
H. белочная оболочка;
I. Lobule яичка;
J. хвост придатка;
K. тело придатка;
L. средостение яичка;
M. семявыносящие протоки

Яички находятся в мошонке, куда опускаются из забрюшинного пространства обычно к рождению ребёнка (отсутствие яичка в мошонке встречается у 2—4 % доношенных, 15—30 % недоношенных новорожденных и 1 % мальчиков 1 года — см. крипторхизм). Это необходимо для нормального созревания сперматозоидов, которое требует температурного режима на несколько десятых долей градуса ниже, чем температура в брюшной полости.
Яички имеют овальную форму (каждое напоминает слегка сплющенное эллипсоидное тело) и плотную консистенцию, располагаются внутри мошонки, разделены перегородкой и окружены оболочками. Яичко подвешено на семенном канатике за задний край таким образом, что оно наклонено верхним концом вперёд, а латеральной (боковой) поверхностью — несколько назад.
Обычно яички расположены на разном уровне и могут различаться по размерам (чаще левое — ниже правого). Научного обоснования этой асимметрии нет. Возможно, эта анатомическая особенность способствует меньшей травматизации яичек (предохраняет яички от сдавливания) при ходьбе.
Яички у всех млекопитающих, в том числе у человека, легко перемещаются в мошонке, могут частично или полностью заходить под стенку брюшины. У некоторых животных яички поднимаются и опускаются в зависимости от времени года: у одной группы[какой?] млекопитающих яички покоятся в брюшной полости большую часть года, а когда наступает сезон спаривания, опускаются в мошонку. У других[каких?] видов наблюдается поразительная, но, с точки зрения безопасности, очень разумная способность втягивания яичек в брюшину благодаря сокращению поднимающей яичко мышцы в моменты испуга и волнения.
Во время максимального сексуального напряжения яички обычно приподнимаются поддерживающими их мышцами и сильно притягиваются к стволу полового члена, к поверхности промежности или втягиваются в пах. В некоторых, более редких, случаях яички могут подняться так высоко, что входят в открытые (что является патологией) паховые каналы или даже брюшную полость. Именно этим объясняется почти полное (и гораздо реже — полное) исчезновение яичек у некоторых мужчин, когда они совершают половой акт.

### Строение

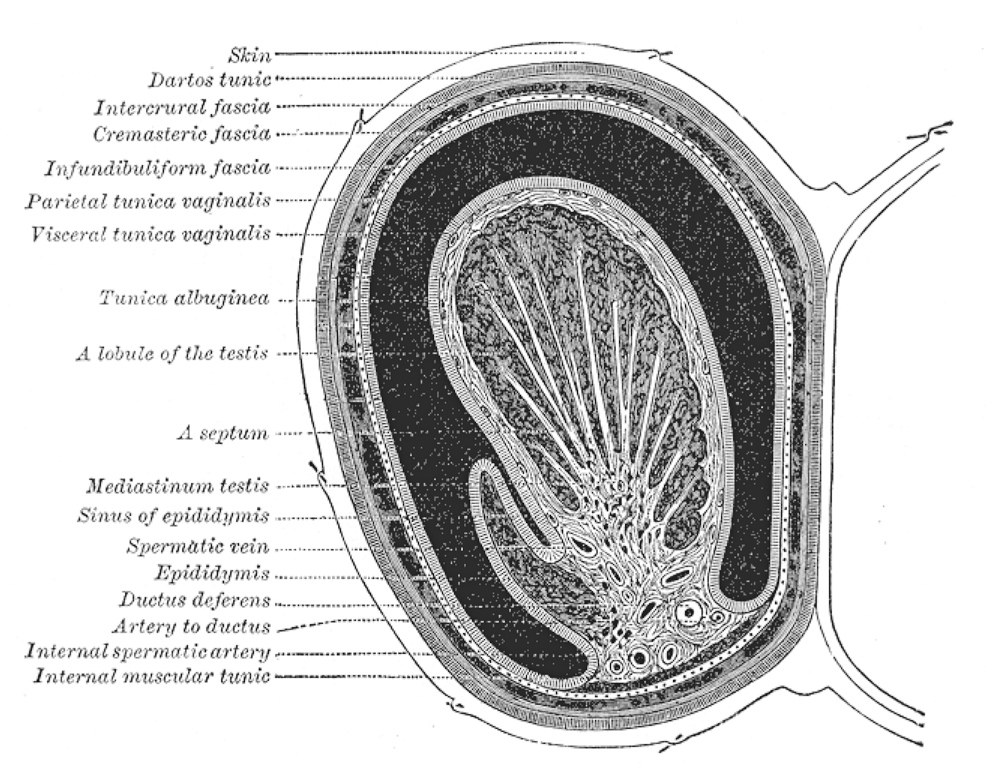
Поперечный разрез левой части мошонки и левого яичка

Каждое яичко имеет длину 4-6 см, ширину 2,5-3,5 см и массу 15-25 (30) г. Различают верхний конец яичка, обращённый наружу, и нижний, обращённый внутрь; переходящие одна в другую наружную (латеральную) и внутреннюю (медиальную) поверхности; передний (margo anterior) и задний (margo posterior) края. У верхнего полюса и на заднем крае находится придаток яичка.
Снаружи бо́льшая часть семенника покрыта серозной оболочкой — брюшиной. Под брюшиной яичко, образованное паренхимой (совокупностью основных функционирующих элементов внутреннего органа, ограниченной соединительнотканной стромой и капсулой), заключено в две оболочки: во внутреннюю плотную соединительнотканную белочную оболочку и внешнюю влагалищную оболочку. Фиброзная белочная оболочка, покрывающая тестикулы снаружи, представляет собой плотную соединительнотканную пластинку, окутывающую всё яичко.
У заднего края (на заднем крае) яичка белочная оболочка утолщается и приобретает валикообразную клиновидную (треугольную) форму, — так называемое средостение яичка (mediastinum testis; Гайморово тело, corpus Higmori).
Таким образом, средостение яичка представляет собой утолщение белочной оболочки, вдающееся в виде тела (складки) губчатой структуры в толщу яичка. От средостения веерообразно внутрь и от белочной оболочки в толщу железы отходят и расходятся соединительнотканные перегородки (перегородочки, септы) яичка, разделяющие яичко на дольки (100-250-300).
Перегородочки расположены радиально, направляясь от переднего края и боковых поверхностей яичка к заднему краю яичка, в верхнем отделе которого они соединяются в средостении. Форма долек подобна конусу (более или менее пирамидальная форма), причём основание каждой пирамиды обращено к оболочке, а верхушка (вершина) к средостению. В каждой дольке находится по 1-4 извитых семенных канальца (трубочки) (tubuli seminiferi (contorti, convoluti); сертолиевы железы), длина каждого из них достигает 30-70-100 см, а диаметр 140—250 мкм (микрон) (0,14-0,25 мм). Семенные канальцы содержат семяобразующие элементы, из которых развиваются сперматозоиды.
На верхушке (у вершины) дольки (приближаясь к средостению) 2-4 семенных извитых канальца (300—450 в каждом семеннике) сливаются в узкие прямые семенные канальцы, которые, войдя в средостение и прорастая средостение, в толще средостения соединяются (анастомизируют) между собой, соединяются с канальцами сети яичка и все вместе образуют сеть яичка (rete testis, галлерова сеть).
Из этой сети в средостении образуется 10-12-18 выносящих (эфферентных) канальцев яичка, которые прободают белочную оболочку, и, вступая в головку так называемого придатка яичка, образуют этот придаток яичка и впадают в проток этого придатка. Проток придатка переходит в семявыносящий проток (ductus deferens), который, соединяясь с выделительным протоком семенных пузырьков, образует семявыбрасывающий проток, который поднимается в составе семенного канатика в брюшную полость, спускается в малый таз, где открывается в проток семенного пузырька, проходит через предстательную железу и открывается в начальном (предстательном) отделе мочеиспускательного канала.
Над белочной оболочкой яичко с его придатком заключено во влагалищную оболочку яичка, образующую вокруг них замкнутую серозную полость. Как и все интраперитонеально расположенные органы (находящиеся в полости брюшины или происходящие из неё), яичко непосредственно покрыто висцеральной (вагинальной яичка, внутрестной; visceralis; лат. viscus, visceris, мн. ч. viscera внутренности: относящийся к внутренним органам) пластинкой (lamina visceralis), переходящей по заднему краю яичка в париетальную (лат. pares, parietis стенка: относящийся к стенке полости или органа) пластинку.
Висцеральная и париетальная пластинки составляют внутреннюю и внешнюю части вагинальной оболочки яичка. Висцеральная пластинка прочно сращена с белочной оболочкой на всем её протяжении; лишь по заднему краю, переходя на придаток, она оставляет непокрытый участок, через который в яичко входят нервы и сосуды.

### Функции яичек
В извитых канальцах яичек вырабатываются мужские половые клетки — сперматозоиды. Выработка клеток происходит из специализированного эпителия, причём одна клетка этого эпителия даёт от четырёх до восьми сперматозоидов.
В норме у половозрелого мужчины любого возраста вырабатывается около 50 тысяч сперматозоидов в минуту. Процесс созревания сперматозоидов занимает приблизительно 77 дней, после чего они покидают яички через тонкие каналы наверху и попадают в придаток яичка — изгибающийся канал, имеющий общую длину около 5-7 м, где они приобретают способность плавать и оплодотворять яйцеклетку. Затем сперматозоиды перегоняются из придатка яичка в пенис через семявыносящий проток — трубку в оболочке из мышц, имеющую длину около 30 см. При некоторых болезнях у мужчин подвижность сперматозоидов отсутствует или недостаточна, что является одной из причин мужского бесплодия.
Кроме того, в интерстициальных тканях яичка (гландулоцитах) вырабатываются мужские половые гормоны.

### Температурный режим
Наилучшая температура для работы яичек — немного ниже температуры внутри тела (33 °C) . Сперматогенез менее эффективен при иных, относительно более высоких или низких температурах. Именно поэтому они вынесены за пределы брюшной полости, в мошонку, обладающую рядом механизмов регуляции температуры.

### Болезни
К наиболее частым патологиям, связанным с яичком, относятся следующие:
- Крипторхизм
- Гидроцеле
- Орхит
- Монорхизм
- Перекрут яичка
- Варикоцеле

## Трансплантация яичек
Трансплантация (пересадка) яичек является операцией, которую делают с целью восполнения дефицита гормонов, с невозможностью восстановления детородной функции. Подобные операции делают уже свыше 20 лет.

## Галерея

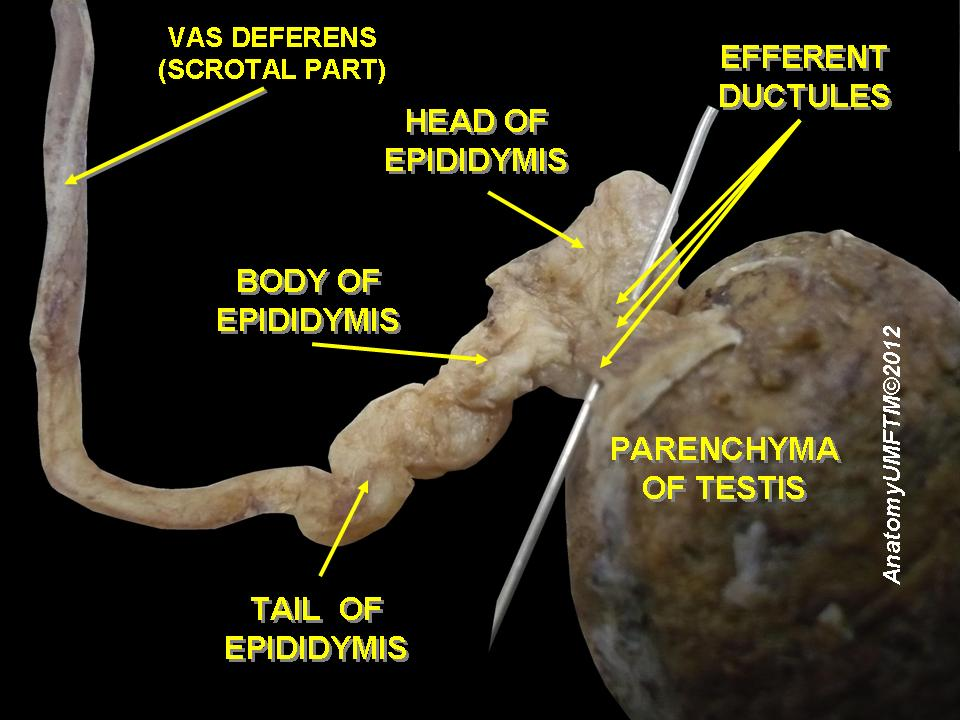
Тестикулы
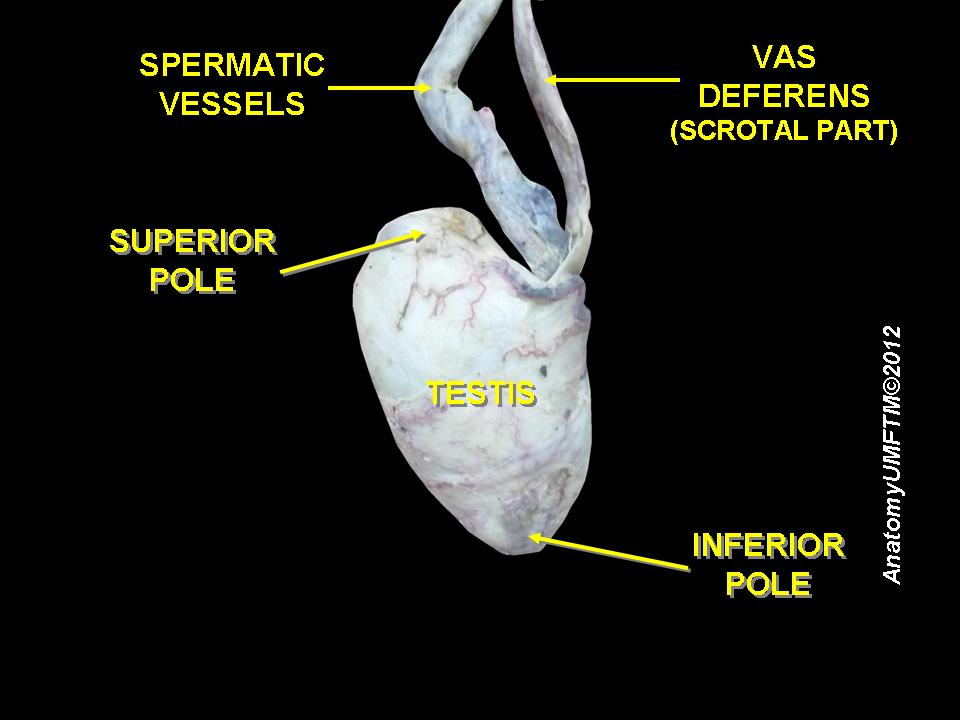
Тестикулы
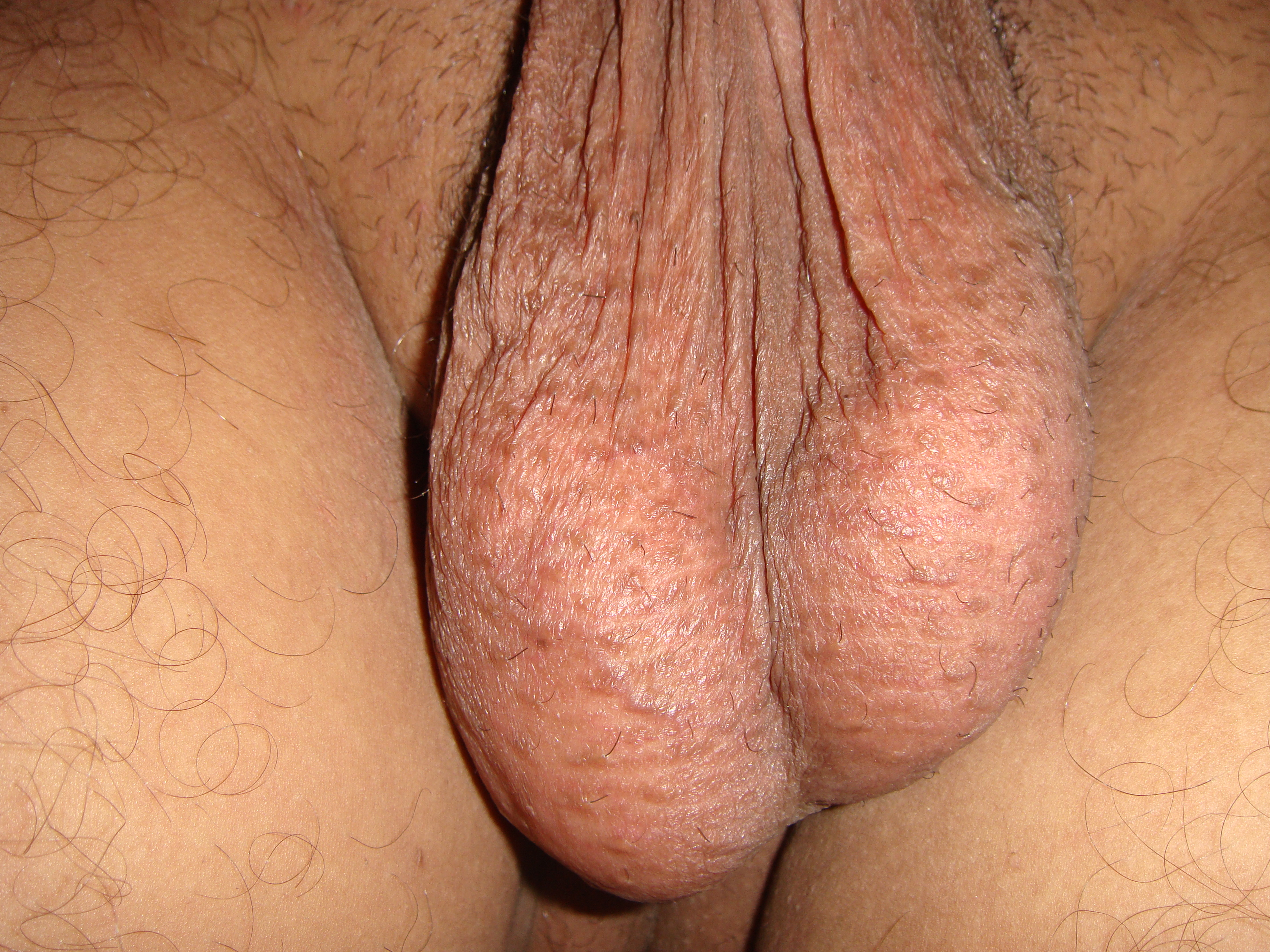
Яичко висит на кремастерной мышце. На фото два здоровых яичка, в тепле мышца расслабляется и яичко опускается, позволяя ему остыть.
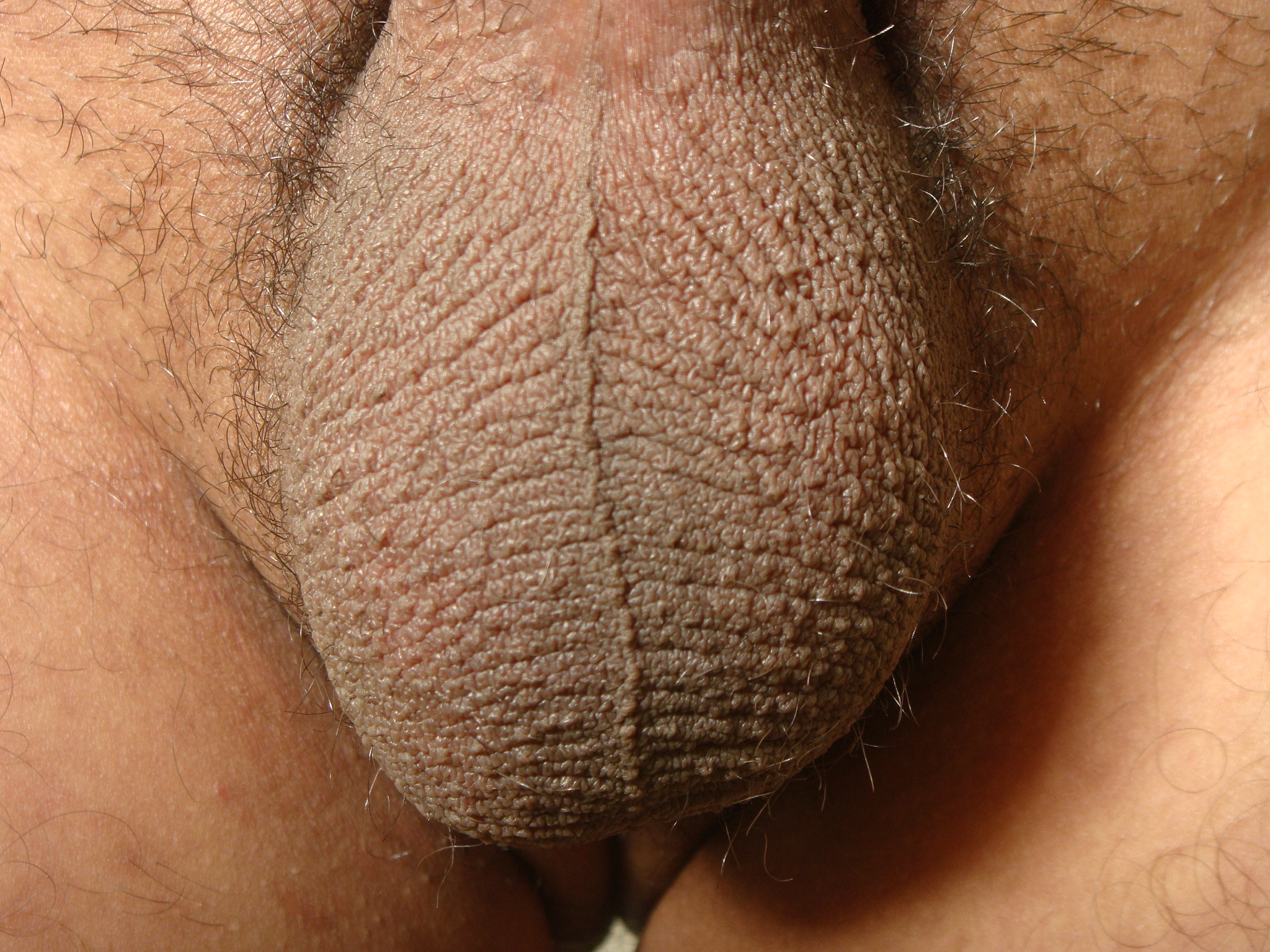
Здоровая мошонка с яичками нормального размера. Мошонка в плотном состоянии.
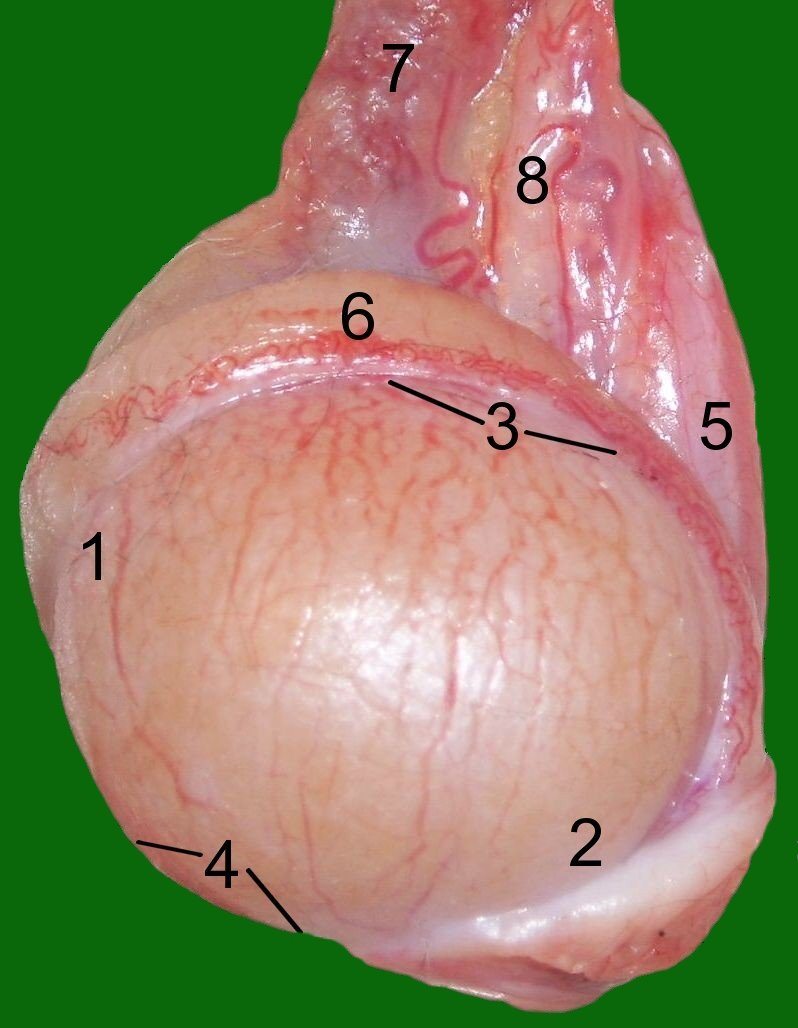
Яичко кота: 1: головной край, 2: хвостовой край 3: край придатка яичка, 4: Наружный край, 5: брыжейка яичка, 6: придаток яичка, 7: яичковая артерия и вена, 8: семявыносящий проток.
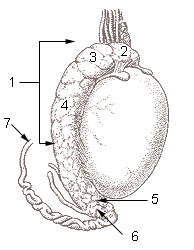
Поверхность семенника
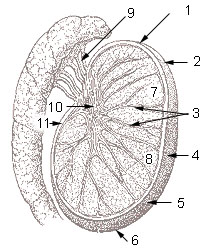
Поперечное сечение семенника
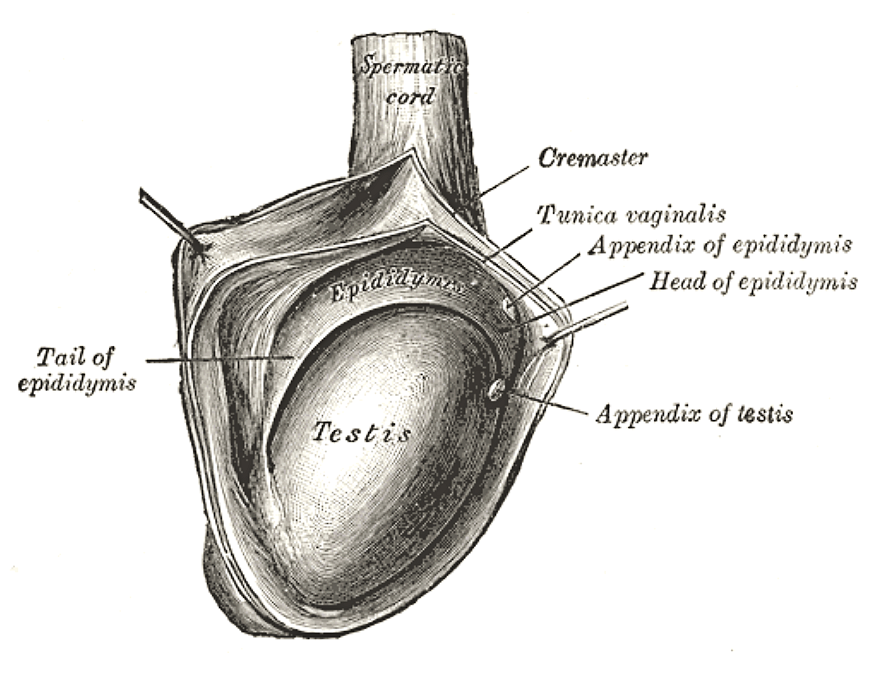
Правое яичко, обнаженное путём вскрытия влагалищной оболочки
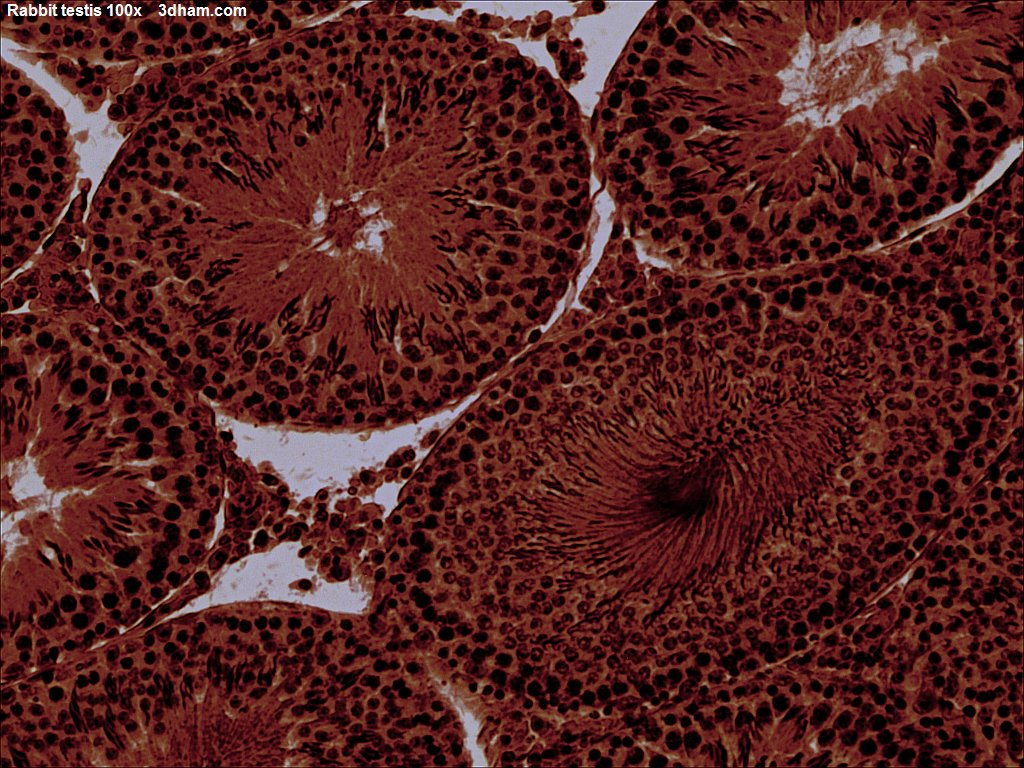
Микроскопический вид яичка кролика 100×
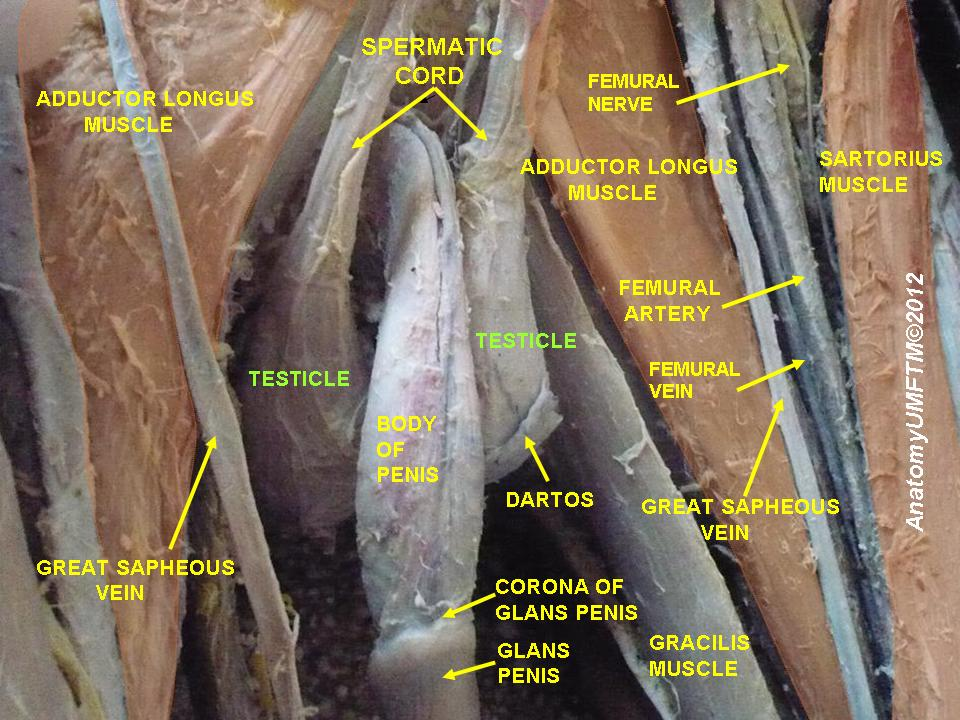
Тестикулы